# Erich von Falkenhayn
Erich von Falkenhayn (11. september 1861 i Burg Belchau (Landkreis Graudenz/Vestpreussen) – 8. april 1922 i Schloss Lindstedt ved Potsdam) var krigsminister og leder af den tyske generalstab i en periode af 1. verdenskrig fra den 14. september 1914 til den 29. august 1916.
Han afløste den tyske general Moltke den yngre, hvis indsats var blevet voldsomt kritiseret efter det fejlslagne Marne-slag.
Falkenhayns første indsats som leder af den tyske generalstab blev et forsøg på at nå frem til Kanalen, før briterne var på plads i Frankrig, for at kunne skabe sig det bedste udgangspunkt for den videre krigsførelse. Denne serie af slag, som foregik i nærheden af Ypres i Belgien, kaldes også kapløbet til havet.
Da han allerede i november 1914 havde indset, at Tyskland ikke ville kunne sejre militært, forsøgte han at overbevise den tyske kejser og de tyske ledende politikere om at gå til forhandlingsbordet, hvilket dog mislykkedes.
Det var Falkenhayn, der kom på ideen om udmattelsestrategien, der skulle tvinge Frankrig til forhandlingsbordet ved at bryde landets moral. Dette førte til Slaget ved Verdun, der dog viste sig at gå anderledes end planlagt og koste lige så mange tyske soldater livet som franske.
Efter det fejlslagne slag ved Verdun blev Falkenhayn afløst af sine fjender i generalstaben, Ludendorff og Hindenburg, der tit havde været uenige med Falkenhayns dispositioner. Ludendorff skulle efter sigende konsekvent have omtalt Falkenhayn som "forbryderen".
Den sidste tid af krigen tilbragte Falkenhayn som general på det sydlige afsnit af den tyske østfront, hvor han med stor succes nedkæmpede rumænsk modstand.